# Gynoplistia (Gynoplistia) generosa
Gynoplistia (Gynoplistia) generosa is een tweevleugelige uit de familie steltmuggen (Limoniidae). De soort komt voor in het Australaziatisch gebied.